# Metin Oktay
Metin Oktay (İzmir, 2 februari 1936 – Istanboel, 13 september 1991) was een Turks voetballer. Hij wordt gezien als een van de beste Turkse spelers ooit Zijn bijnaam was Taçsız Kral ("ongekroonde koning").
Oktay speelde voor de amateurverenigingen Damlacık en Yün Mensucat. In 1954 werd hij ingelijfd door Izmirspor. In zijn eerste seizoen bij deze ploeg werd hij direct met 17 goals topscorer van de İzmir Profesyonel Ligi, de competitie voor teams uit de omgeving van İzmir. In 1955 verhuisde hij naar Galatasaray van trainer Gündüz Kılıç, waar hij een vijfjarig contract tekende. Met de transfer verdiende Oktay een Chevrolet. Ook in de İstanbul Profesyonel Ligi, waarin Galatasaray uitkwam, werd Oktay verschillende keren topscorer.
In 1958 kreeg Turkije een landelijke voetbalcompetitie, de Türkiye Birinci Ligi (later Süper Lig). Ook hierin werd Oktay drie jaar achtereen topscorer. Tijdens een derby tegen Fenerbahçe in 1959 scoorde hij een doelpunt, waarbij het net van het doel kapotscheurde. In seizoen 1961/62 kwam Oktay uit voor Palermo uit Italië. Een jaar later keerde hij weer terug bij Galatasaray, waar hij tot zijn afscheid van het topvoetbal in 1969 uitkwam. Met de club werd hij tien keer landskampioen van Turkije. Na zijn terugkeer in 1962 werd hij nog drie keer landelijk topscorer. Met 223 doelpunten was hij lange tijd de speler met de meeste doelpunten in de Süper Lig. Dit record werd in 1988 verbroken door Tanju Çolak.
Voor het Turks voetbalelftal speelde Oktay tussen 1955 en 1968 36 interlands, waarin hij negentien keer scoorde. Na zijn actieve voetballoopbaan was hij actief als trainer. Hij startte in seizoen 1969/70 als assistent van Toma Kaleperoviç en maakte het seizoen als hoofdtrainer af nadat deze was vertrokken. Van 1972 tot 1974 was hij hoofdtrainer van Bursaspor.
Oktay overleed in 1991 op 55-jarige leeftijd door een verkeersongeval. Hij ligt begraven op de Topkapı Kozlu begraafplaats in de buurt van Istanboel.

## Erelijst
| Competitie                |        |                                    |       |       |
| Competitie                | Aantal | Jaren                              |       |       |
| Izmir                     | Izmir  | Izmir                              | Izmir | Izmir |
| ------------------------- | ------ | ---------------------------------- | ----- | ----- |
| İzmir Futbol Ligi         | 1x     | 1954/55                            |       |       |
| Galatasaray               |        |                                    |       |       |
| İstanbul Profesyonel Ligi | 1x     | 2008                               |       |       |
| Süper Lig                 | 2x     | 1962/63, 1968/69                   |       |       |
| Turkse voetbalbeker       | 4x     | 1962/63, 1963/64, 1964/65, 1965/66 |       |       |
| Turkse supercup           | 2x     | 1966, 1969                         |       |       |

## Topscorerjaren
- 1956-57 İstanbul Profesyonel Ligi 17 goals
- 1957-58 İstanbul Profesyonel Ligi 19 goals
- 1958-59 İstanbul Profesyonel Ligi 22 goals
- 1959 Türkiye Ligi 11 goals
- 1959-60 Türkiye Ligi 33 goals
- 1960-61 Türkiye Ligi 36 goals
- 1962-63 Türkiye Ligi 38 goals
- 1964-65 Türkiye Ligi 17 goals
- 1968-69 Türkiye Ligi 17 goals

## Lied
Als herinnering aan Metin Oktay hebben de supporters van Galatasaray liedjes gemaakt.
- Taçsız kral Metin Oktay
- Tek Aşkıydı Galatasaray
- Senin gibi Cimbomluyu
- Unutur mu bu taraftar